# Pogoanele
Pogoanele ist eine Kleinstadt im Kreis Buzău in der historischen Region Walachei in Rumänien.

## Lage
Pogoanele liegt in einem recht dünn besiedelten Gebiet der Walachischen Tiefebene am  Rand der Bărăgan-Steppe. Die Kreishauptstadt Buzău befindet sich etwa 30 km nordwestlich.

## Geschichte
1907 war Pogoanele vom Bauernaufstand in Rumänien betroffen. 1944 kam es in unmittelbarer Nähe des Ortes zu Gefechten zwischen deutschen und rumänischen Truppen. 1989 wurde Pogoanele zur Stadt erklärt. Die wichtigsten Erwerbszweige sind die Landwirtschaft und die Lebensmittelverarbeitung.

## Bevölkerung
1930 hatte Pogoanele etwa 7000 Einwohner. Bei der Volkszählung 2002 wurden in der Stadt Pogoanele 7795 Menschen registriert, darunter etwa 5700 in der eigentlichen Stadt, die übrigen im eingemeindeten Ort Căldărăști. 7711 waren Rumänen und 182 Roma.

## Verkehr
Pogoanele liegt an der Bahnstrecke București-Urziceni-Făurei zwischen Urziceni und Făurei. In beide Richtungen bestehen derzeit (2009) täglich ca. vier Verbindungen; einige Züge fahren durchgehend nach Bukarest bzw. nach Galați. Durch die Stadt führt die Nationalstraße 2C von Slobozia nach Buzău.

## Sehenswürdigkeiten
- Der Wald Pădurea Văleanca mit mehrhundertjährigen Eichen
- Im Stadtzentrum das 1924 vom tschechischen Bildhauer Johann Schmidt errichtete Kriegerdenkmal,[6] zum Gedenken der Kriegsopfer beider Weltkriege.[7]

## Söhne und Töchter der Stadt
- Ilie Stan (* 1967), Fußballspieler und -trainer